# Marie Claude Désiré de Gicqueau
Marie Claude Désiré de Gicqueau est un homme politique français né le 24 mai 1791 à Varades (Loire-Atlantique) et décédé le 14 juillet 1859 à Ancenis (Loire-Atlantique).

## Biographie
Marie Claude Désiré de Gicqueau est le fils de Marie Pierre Gicqueau, directeur des postes, marguillier et maire de Varades, et de Marie Madeleine Aimée Bellanger. Il épouse Caroline Collineau, fille de Charles Collineau, maire d'Ancenis, et de Charlotte Jeanne Denecheau, ainsi que tante d'Alfred Collineau.
Après avoir suivi ses études de droit, il entre dans la magistrature sous la Restauration. Procureur du roi près le tribunal d'Ancenis, il donne sa démission au moment de la Révolution de juillet 1830 et prend alors la profession d'avoué. 
D'opinions royalistes, il est élu par les conservateurs de la Loire-Inférieure, le 13 mai 1849, représentant à l'Assemblée législative. Gicqueau siège à la droite et s'associa à tous les votes de la majorité conservatrice.
Opposé au coup d'État du 2 décembre 1851, il est aux premières élections du nouveau Corps législatif, le 29 février 1852, le candidat sans succès de l'opposition légitimiste dans la première circonscription de la Loire-Inférieure.

## Sources
- « Marie Claude Désiré de Gicqueau », dans Adolphe Robert et Gaston Cougny, Dictionnaire des parlementaires français, Edgar Bourloton, 1889-1891 [détail de l’édition]